# Іваниківка
Іва́никівка — село в Україні, у Івано-Франківському районі Івано-Франківської області. Входить до складу Богородчанської селищної громади.

## Історія

### Виниклення та назва
Краєзнавець Д. Бучко стверджує, що село Іваниківка та сусіднє село Радча заснував польський воєвода Олександр Конецпольський між 1641-1669 рр. Тому ця версія рахується «офіційною». Також за версією доктора історичних наук і місцевого дослідника П. Сіреджука, перша згадка про Іваниківку відноситься до 1664 року, що свідчить про умовне заснування села в 17 столітті.
Крім цього, одна з народних легенд розповідає, що понад 800 років тому на території села Іваниківка розкидався густий ліс. Люди, намагаючись уникнути зустрічей із татарами, які часто нападали на Придністровські землі, оселялися поблизу лісів, де можна було сховатися від ворогів. Перші поселенці з'явилися біля річки Бистриця-Надвірнянська на Хом'яківській горі (урочище на височині) (Хом'яківська — від старої назви с. Березівка — Хом'яків), звідки було зручно спостерігати за ворогами. Згодом вони почали будуватися і в самому лісі, що було безпечніше під час татарських нападів. Так виникло село Іваниківка.
Інша легенда стверджує, що першим поселенцем села був Іван, який втік від пана із села Горохолино (зараз — Горохолина). Він розчистив землю від густих заростей і оселився там. Його прізвище було Ківка, і саме від нього виникла назва села Іваниківка. Існує і версія, що після переселення села Радча з берегів річки Радчанки на теперішнє місце, згаданий Іван Ківка оселився далі від основного села, побоюючись нових татарських нападів, як це сталося з першопоселенням Радчі, через що й відбулося переселення на сучасне місце. Люди з Радчі говорили «йдемо до Івана Ківки», і від цього поступово виникла назва — Іваниківка.

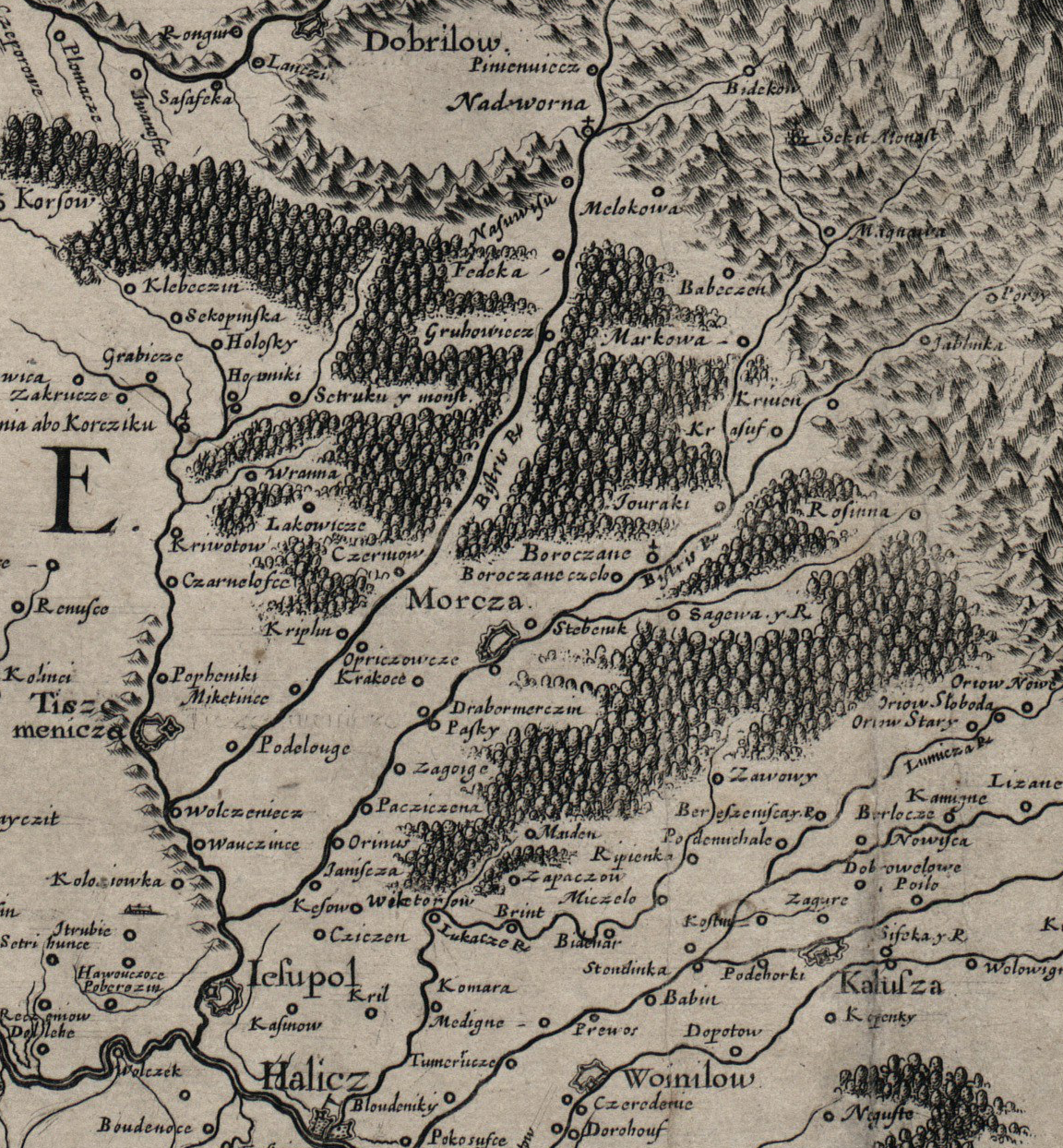
Мапа Гійома Боплана 1650 р. де зображені ліси на сучасному місці Іваниківки.
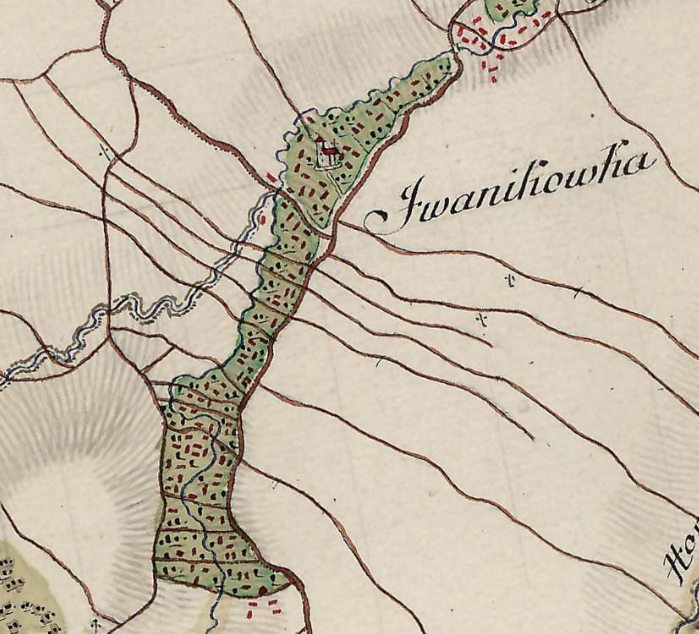
Перша поява Іваниківки на мапі Фрідріха фон Міґа 1779–1783 рр.

### Доба Австро-Угорщини та Другої Речі Посполитої
Наприкінці XIX ст. Іваниківка належала до Станіславського повіту. За Австро-Угорщини тут розвивався лісовий промисел, а мешканці працювали на сплаві колод Бистрицею до Маріямполя.
Епідемії холери в XVIII–XIX ст. не оминули село. У 1831 році також фіксувалися смерті, хоча спалах був меншим, ніж у попередні роки.  
Церква і школа залишалися неорганізованими. Жителі Радчі та Іваниківки мешкали в курних хатах під солом'яною стріхою. Взимку оселі утеплювали соломою. Будинок складався з однієї кімнати, що слугувала одночасно кухнею, спальнею та навіть прихистком для худоби. Додаткові житлові приміщення з’являлися поступово, спершу у прибудовах.  
Після скасування панщини в 1848 році селяни стали вільними, проте рівень господарства залишався низьким. У хатах були глиняні печі для випікання хліба та обігріву. Дорослі хлопці нерідко спали в стайнях.  
М'ясо їли рідко—лише на Великдень, Різдво та храмове свято. Основними культурами були жито, овес, кукурудза, просо, картопля.  
У 1882 році панський двір володів 328 моргами орних земель, 18 моргами лугів і городів, 6 моргами пасовищ. Селянська громада мала 1293 морги орних земель, 47—лугів і городів, 25—пасовищ. За переписом 1869 року тут проживало 847 осіб, у 1881 році—831 греко-католик. Парафія належала до львівської архієпархії.  
За часів Другої Речі Посполитої Іваниківка входила до Богородчанського повіту. Село розташовувалося за 8 км від Богородчан, 5 км від Лисця та 13 км від залізничної станції в Марківцях. Межувало з Радчею, Чернієвом, Хом'яківкою (зараз — Березівка), Забережжям, Похівкою, Старими Богородчанами та Лисцем.

### Перша Франкова любов
Відомо також, що український письменник Іван Франко ходив до Іваниківки — тут тимчасово проживала його «перша любов» Ольга Рошкевич. У книзі Романа Горака «Тричі мені являлась любов» згадується, що Ольга Рошкевич змушена була припинити зустрічі з Франком після того, як письменника арештували і посадили у тюрму.
«У батьків Ольги Рошкевич поліція зробила обшук, намагаючись знайти листи Франка та його твори. Для родини священика це була велика ганьба. Тож о. Рошкевичу церковна влада зробила попередження, а він заборонив дочці зустрічатися з Франком. У селі Іваниківці (Богородчанський р-н) жила сестра о. Рошкевича, що була дружиною священика Івана Руденського. Ольга покидає батьків і переїжджає в с. Іваниківку до вуйка. Тут вона проживала протягом 1877—1879 років. Франко не поривав зв'язків з Ольгою, тому був частим гостем у Руденських. Священик Руденський не забороняв Франкові зустрічатися з Ольгою. В той час зі Станиславова до Іваниківки можна було добратися пішки за дві години. Теперішня вулиця Чорновола вела просто до Іваниківки (летовища ще не було), через село Радчу. Старі люди розповідали, що коли вони були школярами, то бачили панича, який ішов дорогою до резиденції священика. Бачили, як Франко прогулювався з Ольгою садом або сільською дорогою». Зі спогадів жителя села Іваниківки, учителя-пенсіонера Федора Романишина.
Згадується Іваниківка і у «Хроніці перебування Івана Франка на Прикарпатті» наданій обласною універсальною науковою бібліотекою ім. І. Франка.

### Радянські репресії
Відомо про тракториста Івана Зорія, який у вересні 1956-го висіяв на колгоспній ниві пшеницю в підготовлені рівчаки у вигляді українського тризуба, за це його ув'язнили на чотири роки.

## Релігія
У селі є дві церкви різних конфесій, побудовані у 1990-х роках, відразу після розвалу Радянського Союзу: православна та греко-католицька. Обидві церкви були зведені за кошт жителів села, шляхом доброчинних пожертв. Першою була побудована церква православного патріархату. Дещо пізніше частина селян захотіла повернутися до історично обумовленої на цих землях конфесії греко-католицьких церков. Так як православна частина селян відмовилась «перехрещуватися» і віддавати тільки збудовану нову церкву під владу Римові, то було вирішено зібрати кошти ще раз і збудувати ще одну церкву, але вже греко-католицького приходу. Таким чином сьогодні в Іваниківці дві церкви, що знаходяться на відстані 800 метрів одна від одної.

## Фізична культура та спорт
В Іваниківці найпопулярнішим видом спорту є футбол. В селі є свій стадіон та місцевий футбольний клуб «Каменяр», який грає в чемпіонаті Богородчанського району. Команда декілька разів змінювала назви. За часів СРСР була відома, як «Колос». Саме на 70-ті роки припала «золота пора» для футбольної команди з Іваниківки, у якій грала талановита плеяда молодих спортсменів — хлопців-односельчан. Тричі (у 1970, 1973, 1975 роках) колектив здобував перші місця у чемпіонаті району, а також неодноразово займав другі місця у районній першості та Кубку району. Востаннє команда стала чемпіоном району в 1985 році.
Сьогодні щорічно, наприкінці липня, проводяться товариські матчі між ветеранами та молоддю з нагоди першого чемпіонства.

## Пам'ятки
В Іваниківці споруджено обеліск на честь воїнів-односельчан, які загинули на фронтах Другої світової війни, та встановлено погруддя Т. Г. Шевченка та І. Я. Франка. Заслуга у встановлені монументу Т. Г. Шевченку належить Василю Гуку — директору іваниківської школи у 60-х роках, за встановлення пам'ятника селяни боролись 25 років і відкрили 7 листопада 1989р. під національними прапорами.

### Демографічна ситуація

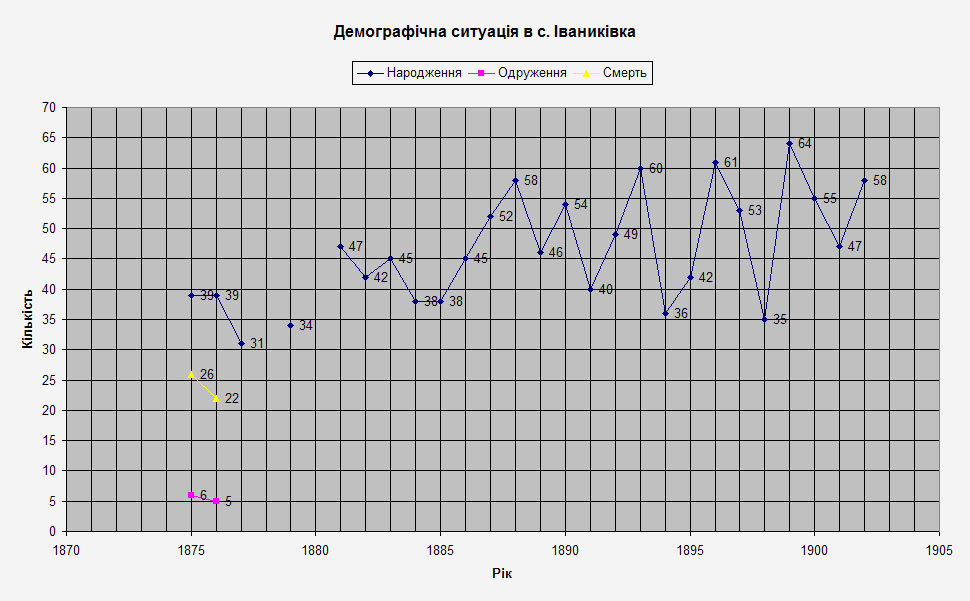
Діаграма народжень, одружень та смертей в с. Іваниківка за 1875—1902 рр. (Джерело: ДАІФО)

## Народились
- Теодорович Єпіфан Василь (1881—1958, м. Чикаго) — церковний діяч, василіянин, по висвяченні редактор журналу «Місіонар» у Жовкві (1908—1912).
- Гаргат Іван Онуфрійович (1924—1952, м. Станіслав) — референт СБ Лисецького районного проводу ОУН, член Дунаєвецького надрайонного проводу ОУН.

### Поховані
- Михайло Шиндак «Козак» (1924, Єзупіль) — провідник ОУН, похований на цвинтарі в селі Іваниківка[11].

## Населення
| Мова       | Кількість | Відсоток |
| ---------- | --------- | -------- |
| українська | 2340      | 99.79%   |
| російська  | 4         | 0.17%    |
| інші       | 1         | 0.04%    |
| Усього     | 2345      | 100%     |